# موزه‌شناسی

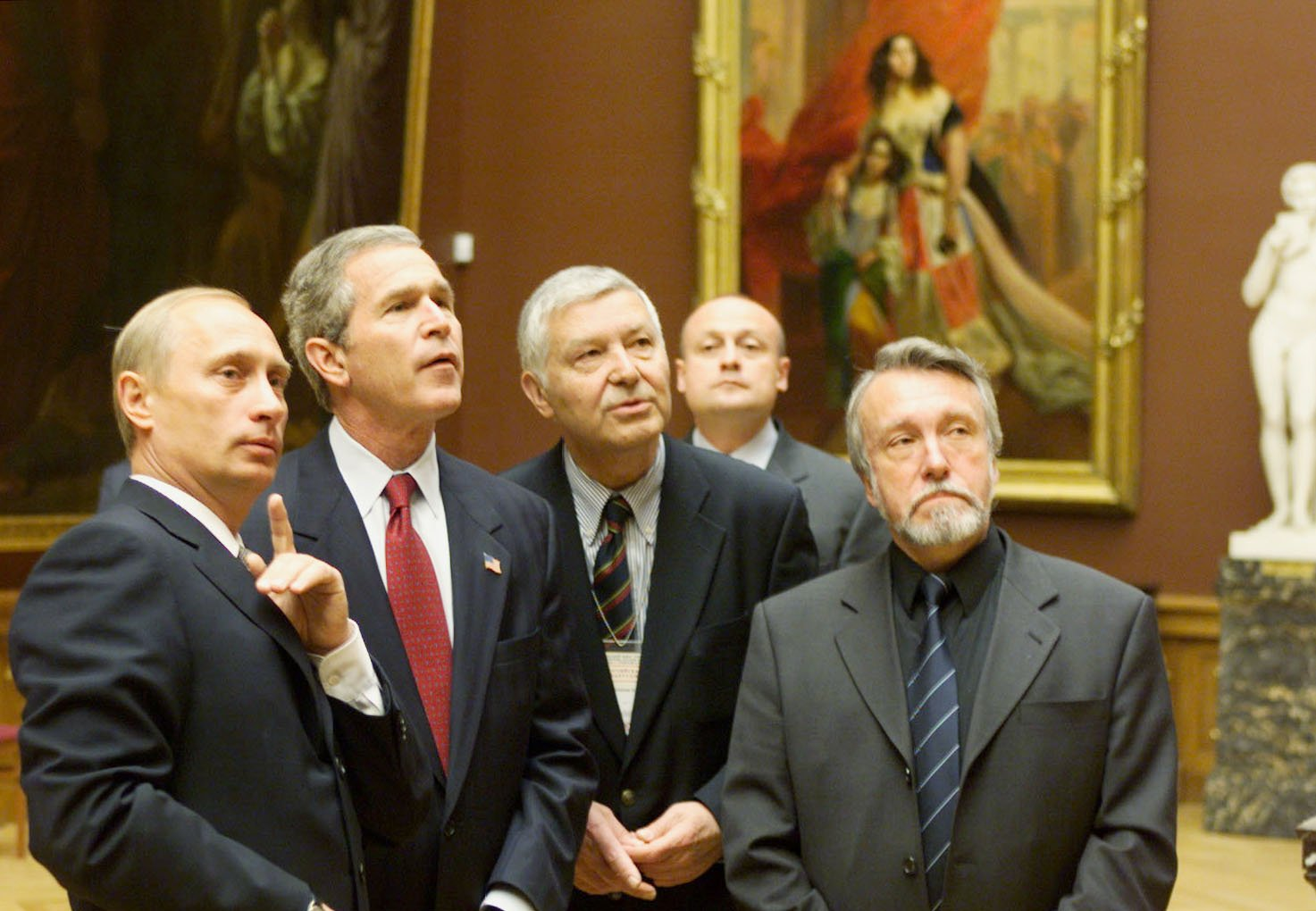
ولادیمیر پوتین و جرج بوش در نمایشگاهی در شهر سنت پترزبورگ

موزه‌شناسی (به انگلیسی: Museology) عبارت است از پژوهش بر روی موزه‌ها شامل پیشینهٔ موزه‌ها و نقش‌شان در جامعه و فعالیت‌های جانبی که در دست دارند مانند نمایشگاه‌گردانی، برنامه‌های عمومی و نگهداری از آثار تاریخی و گران‌بها و مطالعهٔ آنها.

## پیشینه
آغاز موزه‌شناسی در اروپا به سدهٔ ۱۶ میلادی بازمی‌گردد به‌ویژه در دورهٔ عصر روشنگری که انسان‌شناسان، طبیعت‌گراها و مجموعه‌دارانی که تنها برای سرگرمی این کار را می‌کردند باعث گسترش موزه‌های عمومی شدند. همچنین مستعمره‌سازی در آن سوی دریاها باعث نظم دادن به دانش تاریخ طبیعی شد و ساختمان‌هایی که در آنها نمونه‌های ارزشمند نگهداری می‌شد را بیشتر کرد.
در سدهٔ ۱۹ میلادی، موزه‌ها به عنوان ابزاری برای بالا بردن فرهنگ عمومی شناخته می‌شد.